# Németvölgy
Németvölgy Budapest egyik városrésze a XII. kerületben.

## Fekvése
A Márton-hegy dél, a Sas-hegyet észak felől megkerülő völgyben, a Németvölgyi-árokban található.
Határai: Németvölgyi út a Hegyalja úttól – Böszörményi út – Ugocsa utca – Kiss János altábornagy utca – Avar utca – Hegyalja út – Kálló esperes utca – Hegyalja út a Németvölgyi útig.

## Története

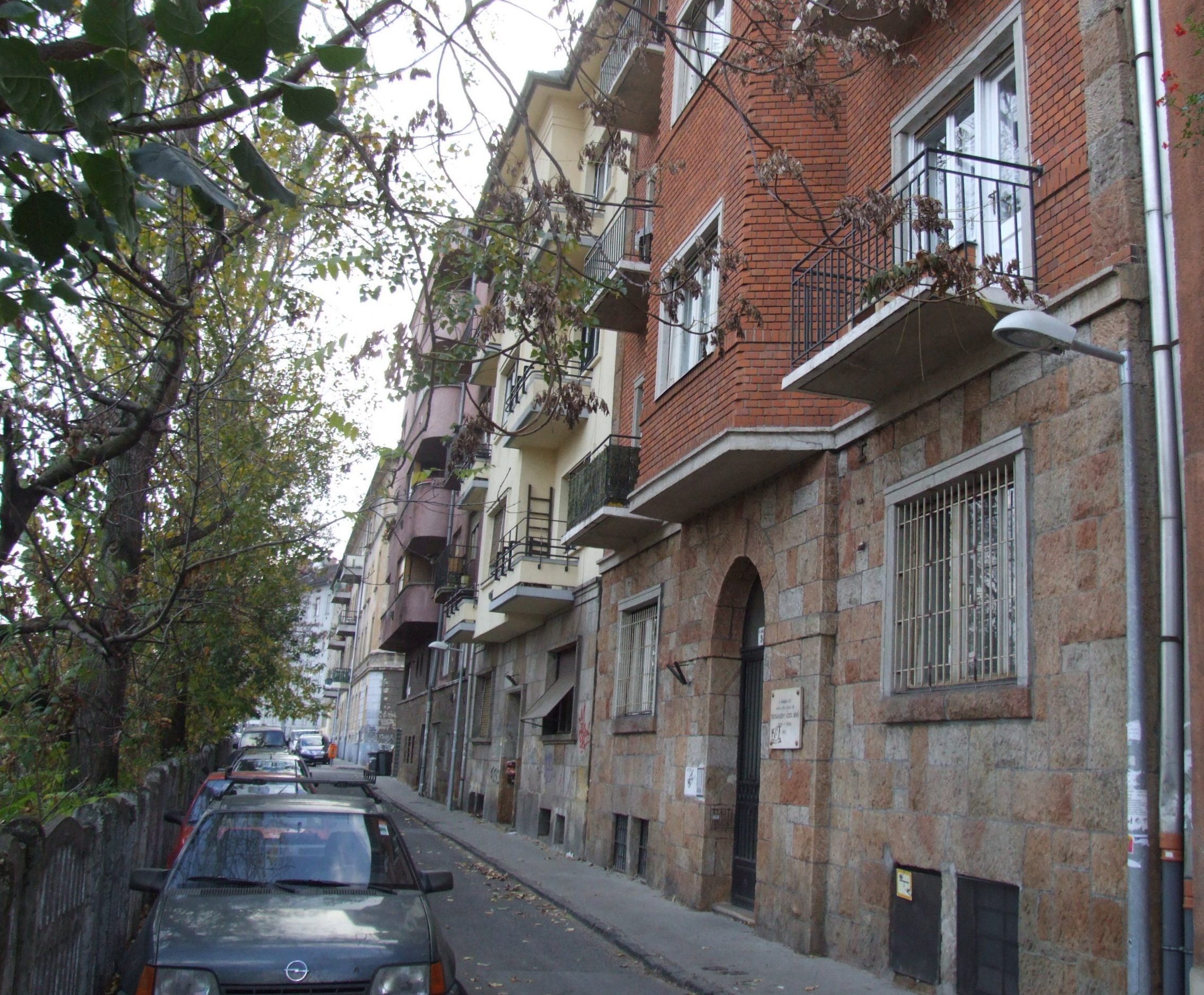
Tersánszky Józsi Jenő egykori lakóháza az Avar utca 9-ben

Az ásatások során római kori leleteket is találtak a kerületrészben.
A völgyet a Buda 1686. évi visszafoglalásában részt vett német katonák tiszteletére nevezték el Deutschentalnak. 1847-ben a dűlőkeresztelő alkalmával az addigi német név tükörfordításából keletkezett a magyar neve.
A 19. század végéig szántóföldek és szőlők voltak itt, a lakosság nagyrészt német eredetű volt. 1885-ben létesült a Németvölgyi temető, amit 1912-ben már be is zártak. A temető felszámolását, a sírok exhumálását a hatvanas évek első éveiben kezdték. Ennek helyén épült 1968-ban a Magyar Optikai Művek sporttelepe és másfél évtizeddel később, 1984-ben a Budapest Kongresszusi Központ az egykori temető fáit megőrző Gesztenyés-kerttel.
Az első jelentősebb ipari beruházás a Precíziós Mechanikai Intézet volt, a későbbi Magyar Optikai Művek elődje. (A megszűnt üzem helyén áll ma a MOM Park bevásárlóközpont).
A második világháborút követően jelentős beruházások helyszíne, mint például a BAH-csomópont 1976-ban, a Novotel Budapest Centrum szálloda 1982-ben, a Budapest Kongresszusi Központ 1984-ben, a MOM Park bevásárlóközpont 2001-ben, vagy épp a MOM Művelődési Központ 1951-ben.

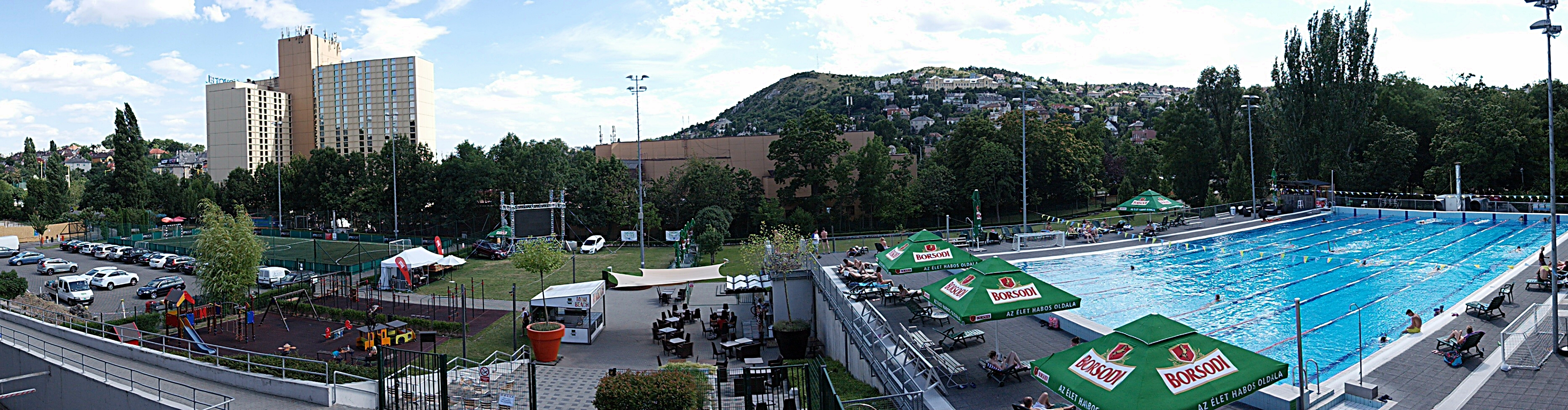
A XX. század elején a Németvölgyi temető, 1969-től a Magyar Optikai Művek sporttelepe volt ezen a területen.
2016-ban a MOMSPORT létesítményei üzemelnek a helyén. (A háttérben balra a Novotel szálloda, jobbra a Sas-hegy magasodik)

## Híres személyek
| - Csengey Dénes - Cseres Tibor - Czóbel Anna - Kodolányi János - Móricz Lili - György László házaspár - Rózsahegyi Kálmán - Süss Nándor | - Szabó Lőrinc - Szollás László - Tamási Áron - Telcs Ede - Tersánszky Józsi Jenő - Toldi Géza labdarúgó |